# Автобусная остановка (фильм)
«Автобусная остановка» (англ. Bus Stop) — американский фильм 1956 года в жанре комедийной драмы режиссёра Джошуа Логана. Кинокартина является экранизацией одноимённой пьесы драматурга Уильяма Инджа. Главные роли исполнили Мэрилин Монро и Дон Мюррей.

## Сюжет
Простоватый, шумный и неуклюжий ковбой Борегард «Бо» Декер, не умеющий держать язык за зубами, вместе со своим наставником и другом Вёрджилом «Вёрджем» Блэссингом отправляется на автобусе из небольшого городка Тимбер-Хилл в штате Монтана в Финикс, штат Аризона, чтобы участвовать в родео. Вёрдж уговаривает 21-летнего девственника Бо наконец-то проявить интерес к женщинам. Сначала Бо робеет и даже боится этой мысли, но затем заявляет, что хочет найти настоящего «ангела» и сразу узнает её, когда встретит. Однако он везде устраивает переполох, особенно в закусочной Грейс, где ведёт себя бесцеремонно.
В Финиксе, в кафе «Синий дракон», Бо убеждает себя, что влюбился в певицу Шери — амбициозную девушку из Озаркских гор, мечтающую о карьере в Голливуде. Её исполнение песни «That Old Black Magic» завораживает его, и он против воли Шери выводит её на улицу, нарушая правила заведения, целует её и тут же решает, что теперь они помолвлены. Шери находит его привлекательным, но сопротивляется его намерению увезти её в Монтану. Она прямо говорит, что не собирается выходить за него замуж, но Бо упрямо отказывается её слушать.
На следующий день Бо получает лицензию на брак, а затем тащит обессиленную Шери на парад и само родео, где участвует в скачке на мустанге, ловле телят на лассо и езде на быке. В кульминационный момент он собирается жениться на Шери прямо на арене, но она сбегает. Бо выслеживает её в «Синем драконе», но она снова убегает через окно. Он догоняет девушку и силой затаскивает её в автобус, направляющийся в Монтану.
По дороге автобус делает остановку в той же закусочной Грейс, где путешественники останавливались на пути в Финикс. Пока Бо спит, Шери пытается сбежать снова, но дорога перекрыта из-за снежной бури, и все вынуждены остаться в закусочной. Теперь уже всем ясно: Бо не просто настойчив, а фактически похитил девушку и издевается над ней. Вёрдж и водитель автобуса Карл вступают с ним в драку, и после проигрыша Бо обещает оставить Шери в покое. Стыд и уязвлённая гордость не дают ему извиниться.
Утром буря стихает, и все готовятся к отъезду. Бо наконец извиняется перед Шери за своё поведение. Он желает ей счастья и готовится уехать один. Тогда Шери вдруг признаётся, что у неё было много ухажёров и она совсем не та, какой он её представлял. Бо, в свою очередь, признаётся, что у него никогда не было опыта с женщинами. Перед расставанием он просит у неё последний поцелуй — на этот раз настоящий, осмысленный. Всё, чего Шери хотела от мужчины, — это уважение, как она говорила Элме в автобусе. Такой Бо, наконец проявивший уважение, привлекает её куда больше, чем его прежняя грубая настойчивость. Он принимает её прошлое, и это растрогало её. Она говорит, что поедет с ним куда угодно.
Вёрдж, поняв, что их пути расходятся, остаётся в Финиксе. Бо пытается заставить его ехать с ними, но Шери напоминает, что нельзя никого принуждать делать то, чего он не хочет. Видимо, Бо наконец усвоил этот урок. Он накидывает ей на плечи свою куртку, помогает подняться в автобус — теперь всё иначе.

## В ролях

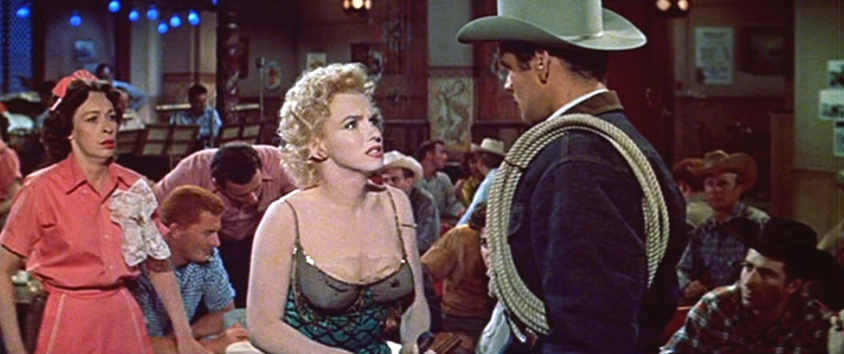
Айлин Хекарт, Мэрилин Монро и Дон Мюррей в фильме «Автобусная остановка»

| Актёр           | Роль                     |
| --------------- | ------------------------ |
| Мэрилин Монро   | Шери                     |
| Дон Мюррей      | Борегард «Бо» Декер      |
| Артур О’Коннелл | Вёрджил «Вёрдж» Блэссинг |
| Бетти Филд      | Грейс                    |
| Айлин Хекарт    | Вера                     |
| Роберт Брэй     | Карл                     |
| Хоуп Лэнг       | Элма Дукворт             |
| Макс Шоуолтер   | репортёр журнала         |
| Ханс Конрид     | фотограф журнала         |

## Производство

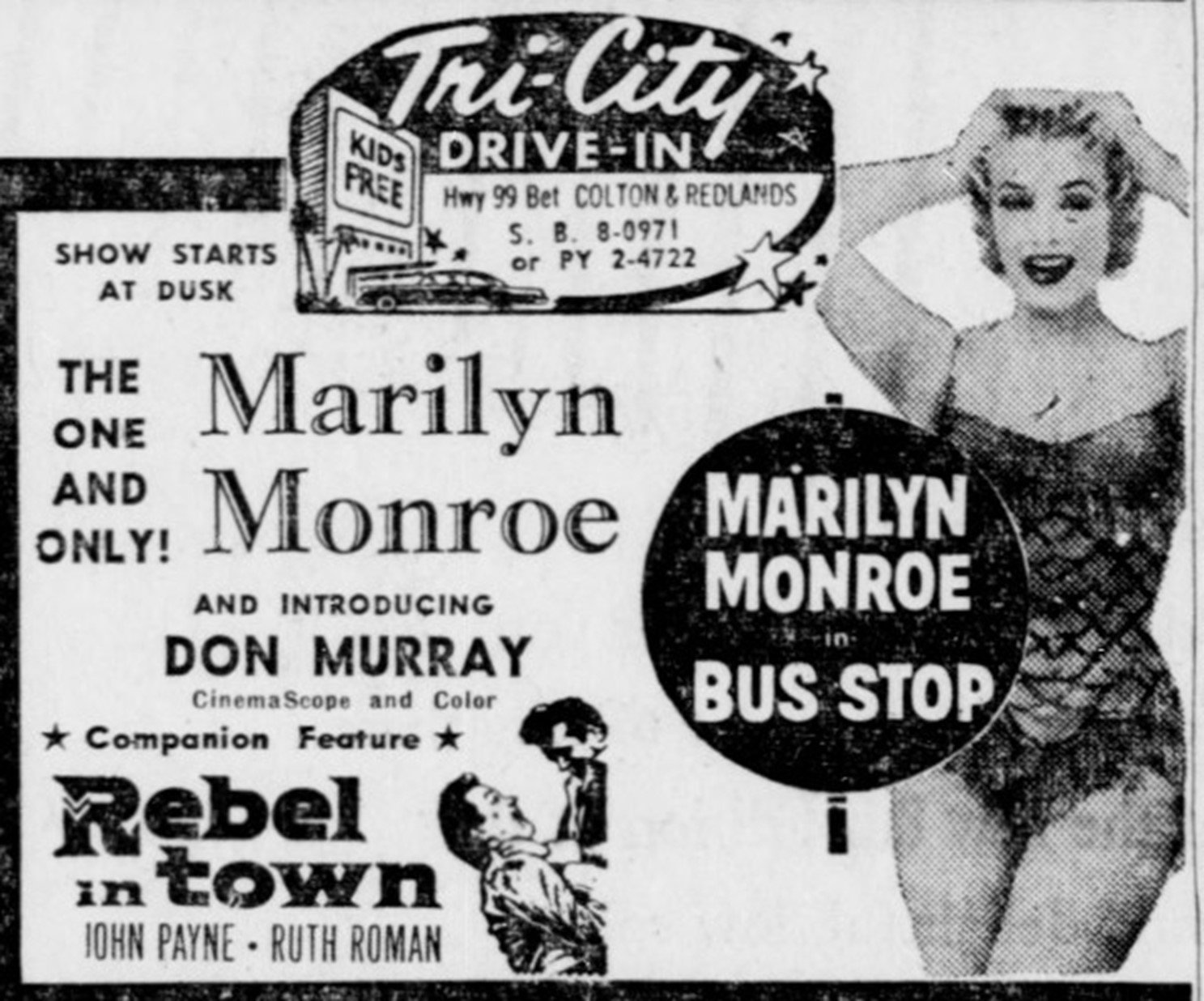
Рекламный постер фильма для Автокинотеатров, 1956

Этот фильм стал первым, где Монро снялась после годичного обучения в актёрской студии Ли Страсберга а также по новому контракту с 20th Century Fox. После длительного юридического сражения актрисы со студией, ей всё же предоставили возможность самой утверждать режиссёра и существенно влиять на творческий процесс. Кроме этого, гонорар Монро начиная с этого фильма вырос до 100 тысяч долларов. Специально для роли Шери она изучала озаркский акцент и вместе со своим визажистом Аланом Снайдером и фотографом Милтоном Грином прорабатывала образ своей героини. Костюмы для неё в этом фильме разработал её постоянный дизайнер Травилла, но она отвергла их, и заменила на свои, найденные в костюмерной студии, поскольку решила, что в её ранних фильмах было много гламура. Бродвейский режиссёр Джошуа Логан сразу согласился работать с ней, несмотря на изначальные сомнения в её актёрских способностях и, по его мнению, её сомнительной репутации. После совместной работы с Мэрилин, Логан был в восторге от её актёрской игры и сравнил её с Чарли Чаплином в умении смешивать комедию и трагедию.
Съёмки проходили в штатах Айдахо и Аризона в начале 1956 года, с Монро как с руководителем своей собственной продюсерской компании Marilyn Monroe Productions.
Джордж Аксельрод, автор сценария фильма, спустя годы сказал:
Мне всегда очень нравился этот фильм. Я думаю, что даже сам Уильям Индж теперь признаёт, что экранизация так же хороша, как и оригинальная пьеса. Потому что учитывая требования бродвейской сцены, ему нужно было втиснуть весь материал в одну декорацию, тогда как это была пьеса, очень восприимчивая к раскрытию. Мэрилин потребовалось два года, чтобы понять, что это было её лучшее выступление за всю карьеру. Она не разговаривала ни с Джошуа Логаном, ни со мной в течение года после выхода фильма, потому что считала, что мы урезали её роль в пользу мужской. Позже она поняла, что ошибалась. Мне всегда казалось, что актёры очень смутно понимают, что хорошо, а что плохо в их исполнении.

## Саундтрек
| Песня                  | В исполнении  | Примечания |
| ---------------------- | ------------- | ---------- |
| «That Old Black Magic» | Мэрилин Монро | –          |

## Восприятие

### Кассовые сборы
При выходе на экраны фильм имел огромный коммерческий успех, собрав в мировом прокате 7 миллионов долларов, что сделало его четвёртым самым кассовым фильмом в карьере Мэрилин Монро.

### Отзывы критиков
Фильм получил восторженные отзывы от критиков. На сайте-агрегаторе Rotten Tomatoes рейтинг одобрения составил 80% на основе 15 рецензий критиков со средней оценкой 7.3/10.
Игра Дона Мюррея и Мэрилин Монро получила восторженные отзывы зрителей и критиков. В The Saturday Reviem of Literature написали, что «игра актрисы окончательно развеяла мнение, что она — всего лишь гламурная личность».
Критик из The New York Times Босли Краузер похвалил всех актёров, исполнявших главные роли и заявил: «Мэрилин Монро убедительно показала, что она способна на серьёзные драматические роли».

## Награды и номинации
| Награда                             | Категория                                 | Номинант                          | Результат  | Прим.  |
| ----------------------------------- | ----------------------------------------- | --------------------------------- | ---------- | ------ |
| Оскар                               | Лучшая мужская роль второго плана         | Дон Мюррей                        | Номинация  | [ 10 ] |
| BAFTA                               | Самый многообещающий актёр в главной роли | Дон Мюррей                        | Номинация  | [ 11 ] |
| Премия Гильдии режиссёров Америки   | Лучшая режиссура — художественный фильм   | Джошуа Логан                      | Номинация  | [ 12 ] |
| Золотой Глобус                      | Лучший фильм — комедия или мюзикл         | Лучший фильм — комедия или мюзикл | Номинация  | [ 13 ] |
| Золотой Глобус                      | Лучшая женская роль — драма               | Мэрилин Монро                     | Номинация  | [ 13 ] |
| Laurel Awards                       | Лучшее женское комедийное исполнение      | Мэрилин Монро                     | Номинация  |        |
| Laurel Awards                       | Лучшая женская роль второго плана         | Бетти Филд                        | 4-е место  |        |
| Национальный совет кинокритиков США | Десять лучших фильмов                     | Десять лучших фильмов             | 10-е место | [ 14 ] |
| Венецианский кинофестиваль          | Золотой лев                               | Джошуа Логан                      | Номинация  | [ 15 ] |
| Премия Гильдии сценаристов США      | Лучший комедийный сценарий                | Джордж Аксельрод                  | Номинация  | [ 16 ] |

## Факты
- Фильм основан на одноимённой бродвейской пьесе драматурга Уильяма Инджа 1955 года, которая имела огромный успех как у публики, так и у критиков, а также была расширенной версией его другой однократной пьесы под названием «Ветреные люди». На создание постановки писателя вдохновили люди, которых он встретил в городе Тонганокси, штат Канзас[17][18].
- Из фильма была вырезана сцена, в которой героиня Монро читает детям из автобуса сказку на ночь. Из-за этого Мэрилин разозлилась на режиссёра и сценариста картины, так как ей очень нравилась эта сцена.
- В отличие от большинства фильмов Мэрилин Монро, «Автобусная остановка» — это не полноценная комедия и не мюзикл, а скорее драматическое произведение. Это также был первый фильм, в котором она снялась после годичного обучения в Актёрской студии Ли Страсберга в Нью-Йорке.
- В 1961 году канал ABC адаптировал оригинальную пьесу и фильм в одноимённый телесериал с Мэрилин Максвелл в главной роли владелицы автовокзала и закусочной. В эпизоде "Шери", наиболее близком к сюжету фильма, актриса Тьюсдей Уэлд исполнила роль персонажа Монро, а Гэри Локвуд предстал в образе героя Дона Мюррея.
- После знакомства на съёмках этого фильма актёры Дон Мюррей и Хоуп Лэнг поженились, брак продлился пять лет и в 1961 году закончился разводом.

## Кадры из фильма
Кадры из рекламного ролика фильма (в общественном достоянии)

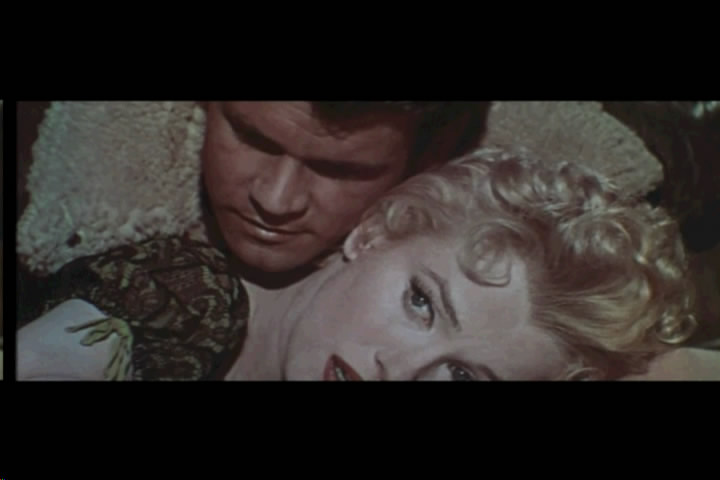
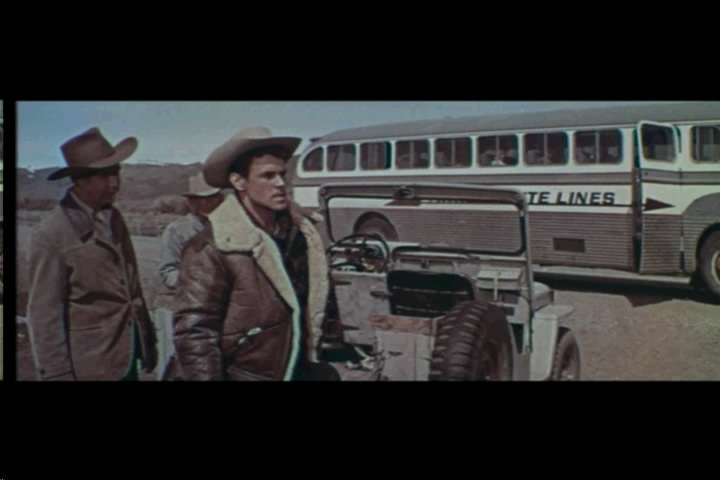
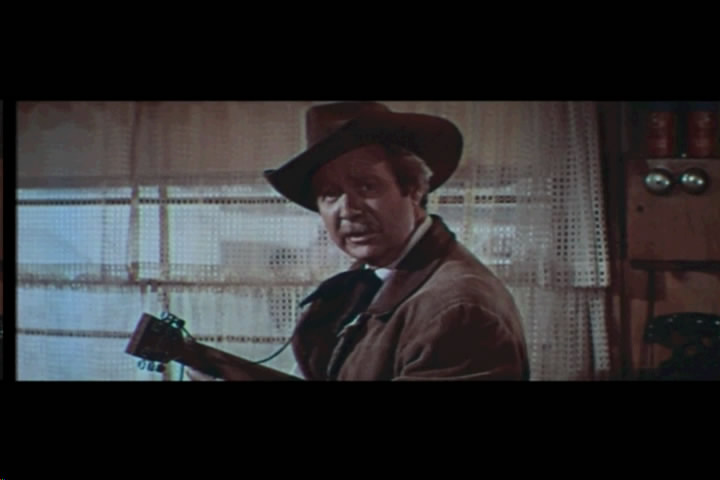
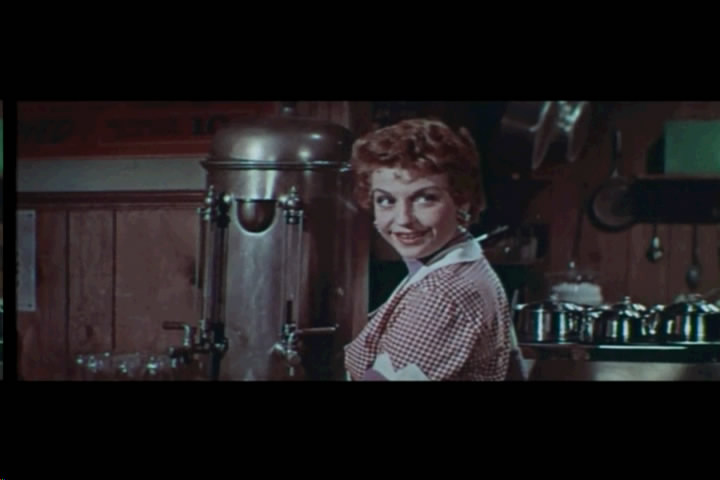
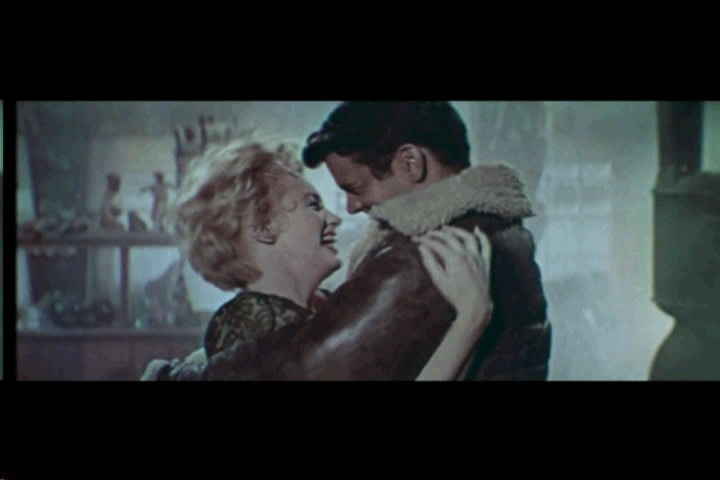
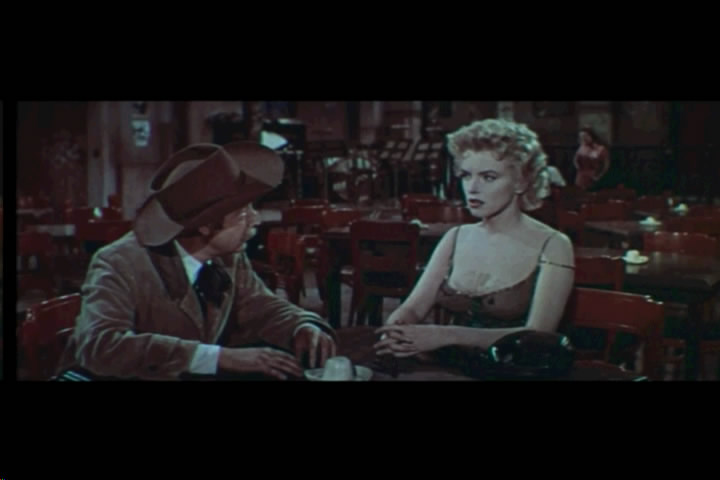
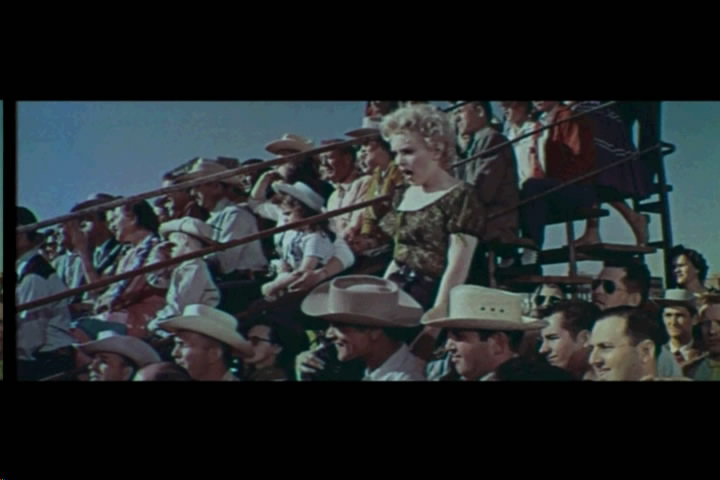
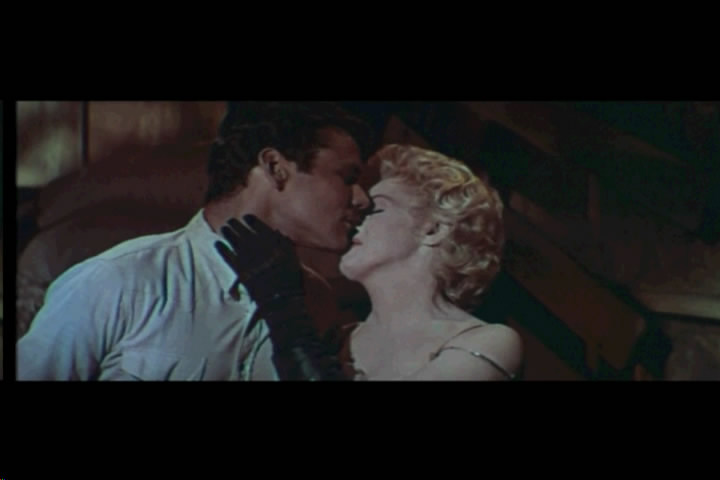